# Iglesia de San Pedro (Hermua)
La iglesia de San Pedro es un edificio situado en el concejo de Hermua, en el municipio de Barrundia, en la provincia de Álava.

## Descripción
El edificio se encuentra en el concejo español de Hermua, del municipio de Barrundia, perteneciente a la provincia de Álava, en la comunidad autónoma del País Vasco. Se menciona como iglesia parroquial del lugar en el noveno volumen del Diccionario geográfico-estadístico-histórico de España y sus posesiones de Ultramar de Pascual Madoz, donde aparece descrita con las siguientes palabras: «igl. parr. (San Pedro), servida por un beneficiado perpetuo con título de cura, de presentacion del ordinario». En el tomo de la Geografía general del País Vasco-Navarro dedicado a Álava y escrito por Vicente Vera y López, se dice lo siguiente: «La parroquia es de categoría rural de segunda, estando dedicada á San Pedro; pertenece al arciprestazgo de Salvatierra».

### Exterior
La construcción del templo, sobre un pequeño alto, data posiblemente del siglo XVI avanzado, probablemente sobre otra anterior, ya que su portada es medieval. Es de una nave, con cabecera más estrecha que el resto de la nave. La bóveda no se construyó hasta 1670 y la torre hasta el año 1748, cuando se hizo también la sacristía. Al parecer hubo una torre anterior, pero amenazaba ruina, por lo que le fue encargada una nueva al maestro cantero Martín de Uriarte, vecino de Larrea, que hizo también la sacristía y el presbiterio.

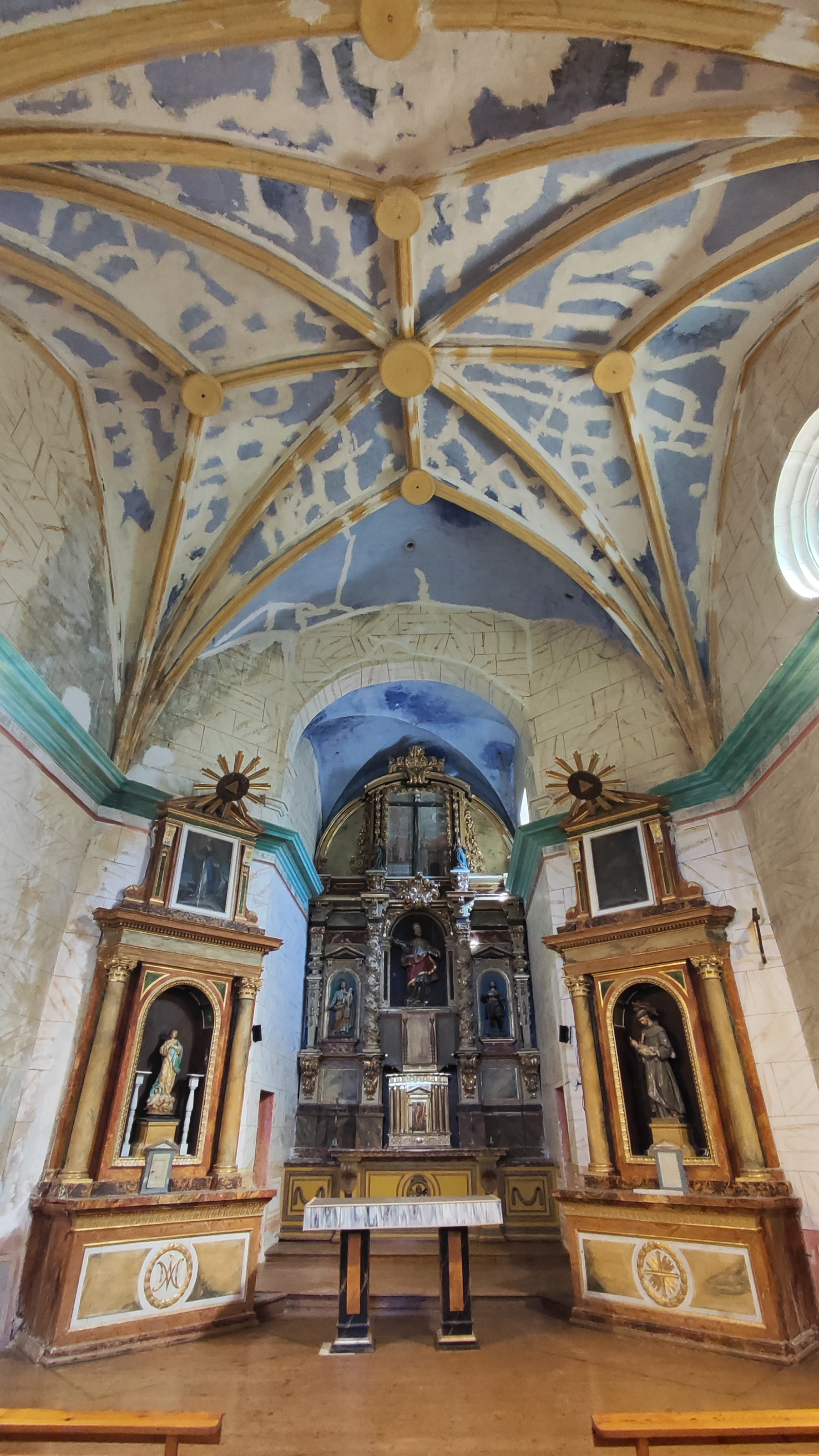
Iglesia de San Pedro

### Interior
El baptisterio se realizó en 1855, aunque la pila bautismal es del siglo XVI. El retablo central es barroco, datado en el año 1735. Su parte de más valor es el sagrario, más antiguo que el resto de finales del siglo XVI. Los retablos laterales son neoclásicos, instalados en 1786, dedicados a San Antonio y a la Virgen del Rosario, aunque su imagen fue sustituida posteriormente por una Purísima.El sagrario está fechado a finales del siglo XVI o principios del XVII.